# Chennevières-lès-Louvres
Chennevières-lès-Louvres ist eine Gemeinde im Département Val-d’Oise in der Île-de-France mit 294 Einwohnern (Stand: 1. Januar 2022), die Cannabriens genannt werden. Sie gehört zum Kanton Goussainville (bis 2015: Kanton Gonesse) im Arrondissement Sarcelles. 

## Geographie
Chennevières-lès-Louvres liegt etwa 30 Kilometer nordöstlich von Paris. Umgeben wird Chennevières-lès-Louvres von den Nachbargemeinden Villeron im Norden, Vémars im Osten und Nordosten, Épiais-lès-Louvres im Süden sowie Louvres im Westen.
Durch die  Gemeinde führt die Autoroute A1.

## Bevölkerung
| Jahr      | 1962 | 1968 | 1975 | 1982 | 1990 | 1999 | 2006 | 2013 |
| --------- | ---- | ---- | ---- | ---- | ---- | ---- | ---- | ---- |
| Einwohner | 172  | 176  | 170  | 156  | 197  | 218  | 306  | 321  |

## Sehenswürdigkeiten
- Kirche Saint-Leu-Saint-Gilles aus dem 14. Jahrhundert, Monument historique seit 1980
- Schloss, 1842 erbaut
- Gutshof La Vallée

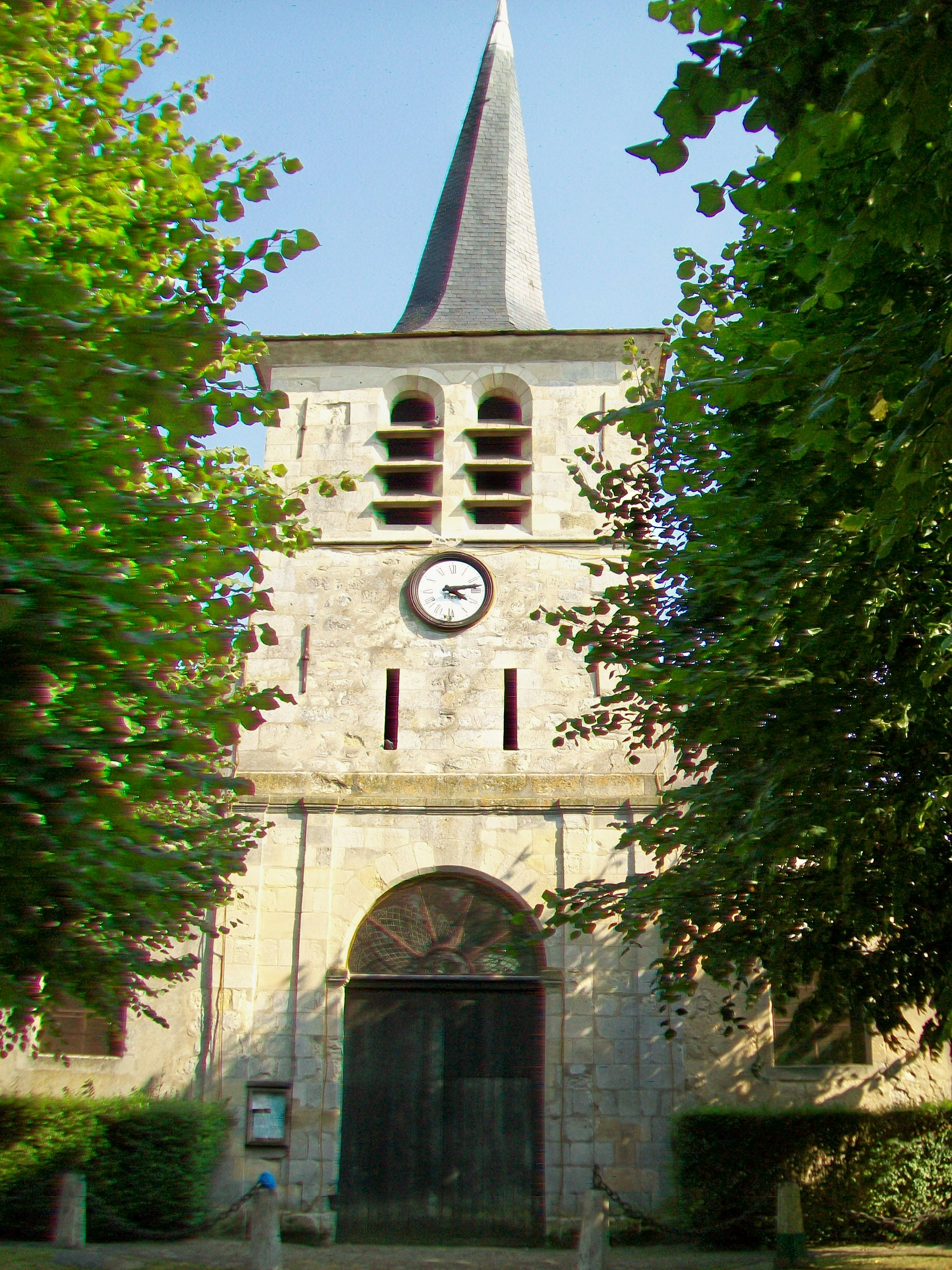
Kirche Saint-Leu-et-Saint-Gilles
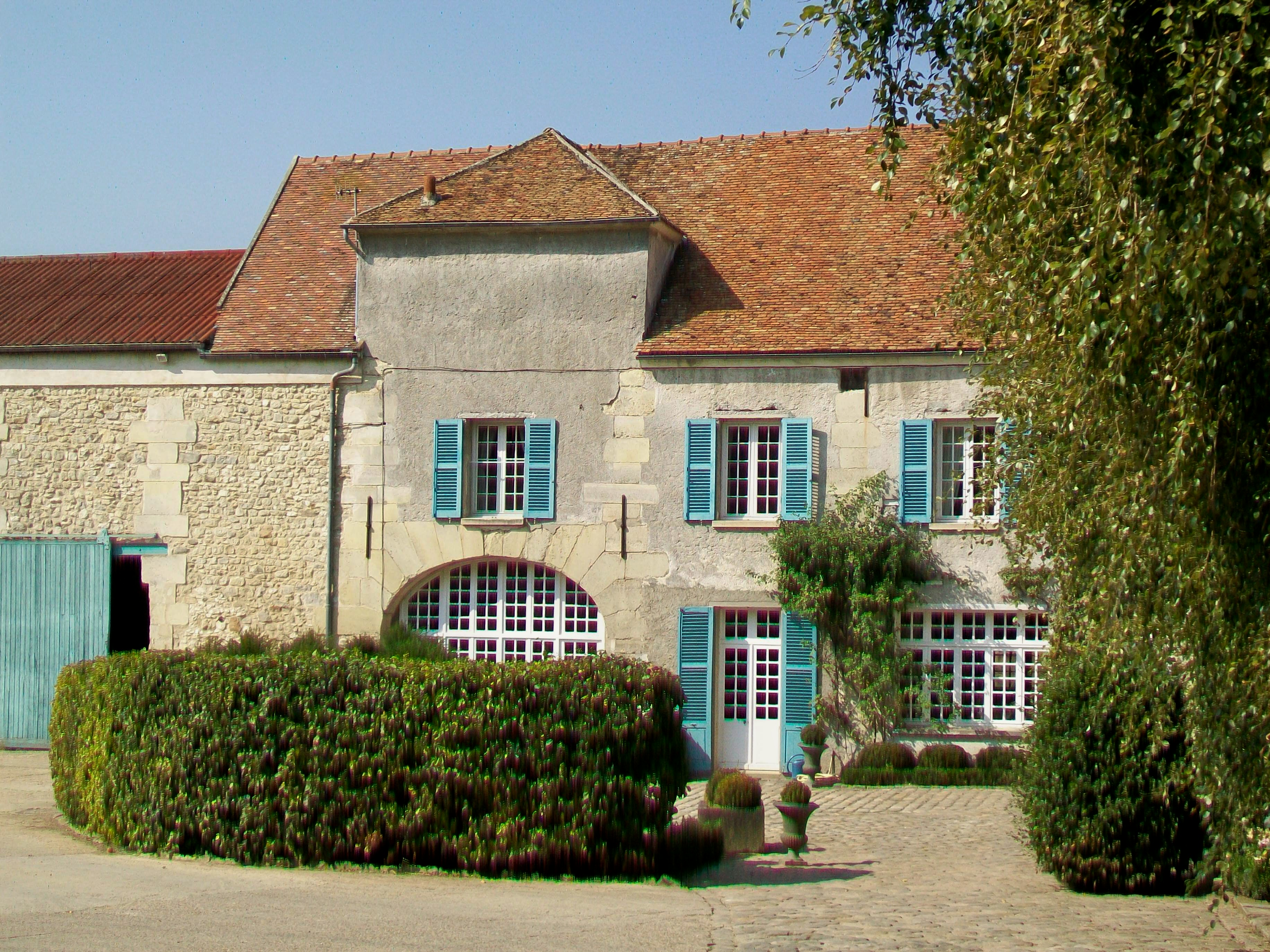
Gutshof La Vallée

## Persönlichkeiten
- Suger von Saint-Denis (1081–1151), Fürstabt